# NGC 1241
NGC 1241 é uma galáxia espiral barrada (SBb) localizada na direcção da constelação de Eridanus. Possui uma declinação de -08° 55' 20" e uma ascensão recta de 3 horas, 11 minutos e 14,6 segundos.
A galáxia NGC 1241 foi descoberta em 10 de Janeiro de 1785 por William Herschel.